# 住友不動產新宿Oak大廈
35°41′28.7″N 139°41′33″E / 35.691306°N 139.69250°E
住友不動產新宿Oak大廈（日语：住友不動産新宿オークタワー）是一棟位於日本東京都新宿區的摩天大樓。

### 圖片集

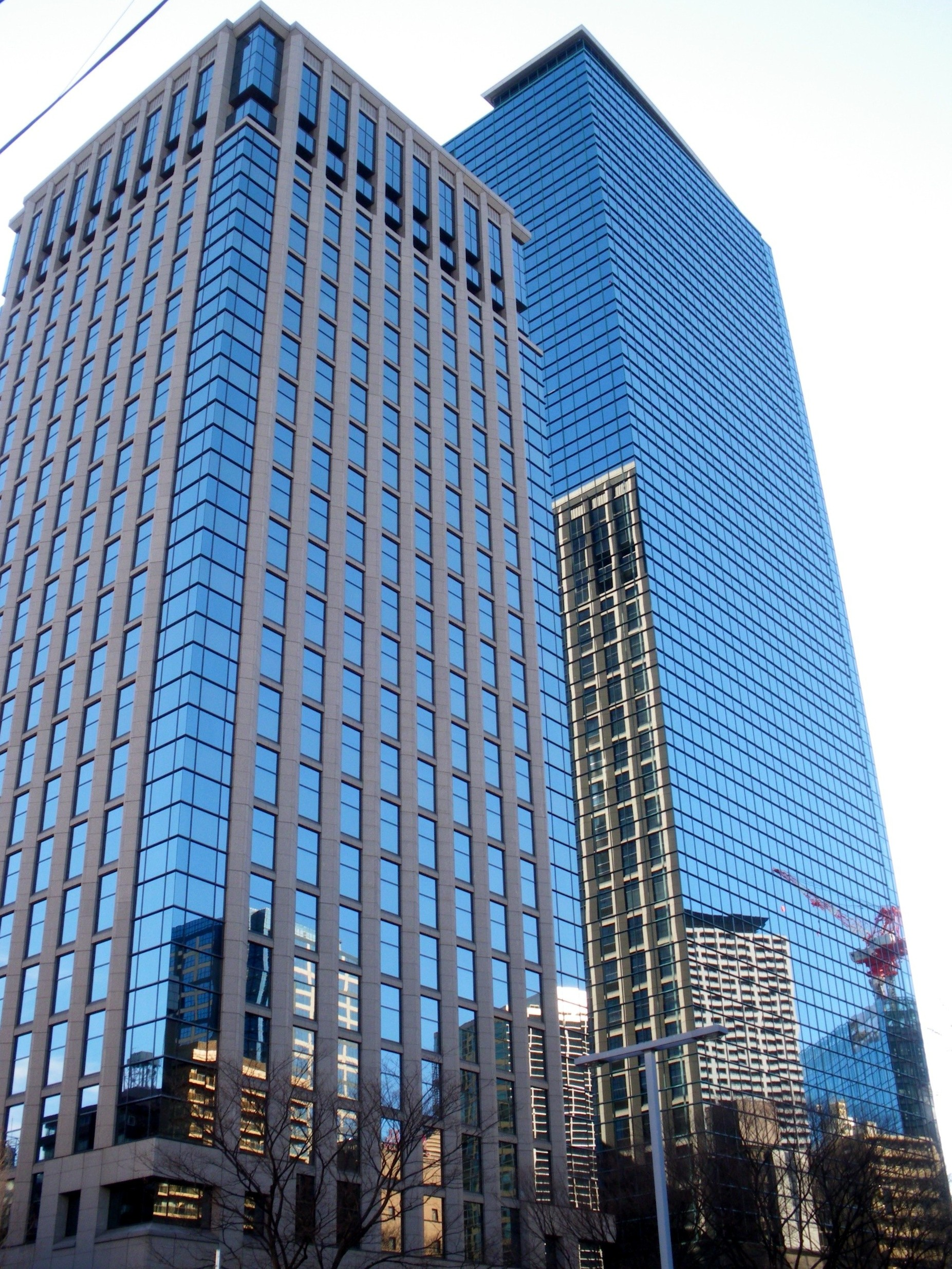
住友不動產新宿Oak大廈(右)

## 外部連結
- （日語） 官方網站（页面存档备份，存于）